# Åbosyssel
Åbosyssel var i  middelalderen et syssel der omfattede området øst for Gudenåen, lidt mindre end Århus Amt mellem kommunalreformen i 1970 og kommunalreformen i 2007.
Åbosyssel omfattede femten herreder:
- Houlbjerg Herred
- Galten Herred
- Sønderhald Herred
- Rougsø Herred
- Djurs Nørre Herred
- Djurs Sønder Herred
- Mols Herred
- Øster Lisbjerg Herred
- Vester Lisbjerg Herred
- Sabro Herred
- Gjern Herred
- Hjelmslev Herred
- Framlev Herred
- Hasle Herred
- Ning Herred